# Mercè Sala i Schnorkowski
Mercè Sala i Schnorkowski (Barcelona, 12 de maig de 1943 - 7 de maig 2008) fou una economista i política catalana.

## Biografia
Va començar a estudiar Ciències Econòmiques en Barcelona, però el 1966 participà en la Caputxinada i després d'una rebel·lió estudiantil per la decisió política de prescindir del professor Manuel Sacristán el 1969 fou expulsada de la Universitat de Barcelona i va haver de continuar els seus estudis a la Universitat de Bilbao. Va treballar durant 9 anys en el Banc Industrial de Catalunya on es va dedicar als estudis financers i a la gestió de tresoreria. El 1975 va ingressar en Convergència Socialista de Catalunya, que després confluiria en el PSC-Congrés, un dels partits integrants del posterior Partit dels Socialistes de Catalunya (PSC). En les primeres eleccions municipals democràtiques (1979), va ser escollida regidora de l'ajuntament de Barcelona en les llistes del PSC, que encapçalava Narcís Serra i Serra. Es va tornar a presentar el 1983 i el 1987 amb Pasqual Maragall de cap de llista. Durant aquesta època, va ser presidenta de Transports Metropolitans de Barcelona (TMB), sent aquesta responsabilitat la que més temps li va ocupar. El seu treball a l'ajuntament va ser ampli i divers. Després de les segones eleccions municipals, Pasqual Maragall es va convertir en alcalde, ja que Narcís Serra va ser nomenat ministre de Defensa. Mercè Sala va passar a assumir la responsabilitat del primer tinent d'alcalde, responsable d'Urbanisme i Obres Públiques. També va ser responsable dels districtes de Gràcia i de Sants-Montjuïc.
Josep Borrell, llavors ministre d'Obres Públiques, Transport i Medi ambient, li va encarregar la presidència de RENFE, per la qual cosa abans de les eleccions de l'any 1991 Mercè Sala va deixar l'Ajuntament. Va estar cinc anys com a presidenta de RENFE. Aquesta experiència va ser recollida per Sala en la seva tesi doctoral, publicada en un llibre: De la Jerarquia a la Responsabilitat: l'experiència de RENFE (2000). Durant aquest període, va engegar la primera línia d'alta velocitat d'Espanya. També va ser la responsable del tancament i desafectació (abandó definitiu) de diverses línies de ferrocarril que Enrique Barón havia tancat al tràfic de passatgers per falta de rendibilitat, com el ferrocarril Via de la Plata o el ferrocarril Valladolid-Ariza, malgrat que després del tancament al tràfic de passatgers, s'havien retallat gairebé totes les pèrdues de les línies, i els informes emprats per justificar aquests abandons van resultar ser bastant imprecisos. Després de les eleccions generals espanyoles de 1996 va haver-hi un canvi de govern, per la qual cosa Mercè Sala va deixar RENFE.
Doctora en Ciències Econòmiques i Empresarials per la Universitat Autònoma de Barcelona, va exercir el càrrec de presidenta del Consell de Treball, Econòmic i Social de Catalunya (CTESC) i del Consell Social de la Universitat Pompeu Fabra.
El 1997, Mercè Sala va crear la Fundació Factor Humà, que va néixer amb el nom de Fundació per a la Motivació dels Recursos Humans. L'objectiu d'aquesta organització és contribuir a la millora de la gestió de les persones a les organitzacions i ser un referent en aquest àmbit.
De 1999 a 2003, Mercè Sala va ser membre del Consell d'Administració de la Corporació Catalana de Ràdio i Televisió. Després, presidenta de la Fundació Politècnica de Catalunya, de 1996 a 2003, i Consellera Delegada de TEMOINSA des de 2002. En aquesta darrera etapa va ser consellera de Carrefour Espanya i membre del Consell Assessor d'Indra. El 2006 va ser distingida col·legiada de mèrit del Col·legi d'Economistes de Catalunya i el 2008 va rebre la Creu de Sant Jordi.
Va morir el 7 de maig de 2008 a l'Hospital de Sant Pau de Barcelona, als 65 anys, després d'una llarga malaltia.
Coincidint amb el primer aniversari de la seva mort, la Fundació Factor Humà va crear l'any 2009 el Premi Factor Humà Mercè Sala, que distingeix projectes, equips i iniciatives on les persones són la prioritat i que portin a la pràctica els valors que Mercè Sala impulsava: innovació, pragmatisme, visió global i humanitat.